# Artemisia (Cimarosa)
Artemisia és una òpera en tres actes composta per Domenico Cimarosa sobre un llibret italià de Cratisto Jamejo. S'estrenà a La Fenice de Venècia el 18 de gener de 1801.
Cimarosa la va deixar inacabada a la seva mort l'11 de gener i fou acabada per mans desconegudes.